# Synthecium evansi
Synthecium evansi är en nässeldjursart som först beskrevs av Ellis och Daniel Solander 1786.  Synthecium evansi ingår i släktet Synthecium och familjen Syntheciidae. Inga underarter finns listade i Catalogue of Life.